# Іскра (Солонешенський район)
І́скра (рос. Искра) — селище у складі Солонешенського району Алтайського краю, Росія. Входить до складу Солонешенської сільської ради.

## Населення
Населення — 170 осіб (2010; 248 у 2002).
Національний склад (станом на 2002 рік):
- росіяни — 97 %